# جاي روي هنت
جاي روي هنت (بالإنجليزية: J. Roy Hunt) هو مصور سينمائي أمريكي، ولد في 7 يوليو 1884 في مقاطعة فاييت في الولايات المتحدة، وتوفي في 1 أكتوبر 1972 في شفيلد في الولايات المتحدة.

## وصلات خارجية
- جاي روي هنت على موقع IMDb (الإنجليزية)
- جاي روي هنت على موقع ألو سيني (الفرنسية)
- جاي روي هنت على موقع قاعدة بيانات الأفلام السويدية (السويدية)
- جاي روي هنت على موقع قاعدة بيانات الفيلم (الإنجليزية)
- جاي روي هنت على موقع كينوبويسك (الروسية)